# Cabo de Salou
Cabo de Salou är en udde i Spanien.   Den ligger i regionen Katalonien, i den östra delen av landet, 400 km öster om huvudstaden Madrid.
Terrängen inåt land är platt. Havet är nära Cabo de Salou åt sydost.  Närmaste större samhälle är Tarragonès, 9,6 km nordost om Cabo de Salou. 